# Saint-Maur-des-Fossés
Saint-Maur-des-Fossés (wymowaⓘ) – miejscowość i gmina we Francji, w regionie Île-de-France, w departamencie Dolina Marny.
Według danych na rok 1990 gminę zamieszkiwało 77 206 osób, a gęstość zaludnienia wynosiła 6863 osób/km² (wśród 1287 gmin regionu Île-de-France Saint-Maur-des-Fossés plasuje się na 13. miejscu pod względem liczby ludności, natomiast pod względem powierzchni na miejscu 317.).

## Współpraca
Miejscowości partnerskie:
- Bognor Regis, Wielka Brytania

Położenie Saint-Maur-des-Fossés w ramach aglomeracji paryskiej

- Hameln, Niemcy
- La Louvière, Belgia
- Leiria, Portugalia
- Pforzheim, Niemcy
- Rimini, Włochy
- Ziguinchor, Senegal